# Josef Fredrik av Sachsen-Hildeburghausen
Josef Maria Fredrik Wilhelm Hollandinus av Sachsen-Hildburghausen, född 8 oktober 1702, död 14 januari 1787, var en prins av Sachsen-Meiningen.

## Biografi
Josef Fredrik blev redan 1736 österrikisk fälttygmästare och kämpade under de följande åren tappert, om än inte alltid med framgång mot turkarna. Han blev 1741 fältmarskalk och användes därefter på viktiga poster i krigsförvaltningen. Som riksfälttygsmästare förde han 1757 i slaget vid Rossbach befälet över den tyska riksarmén men tog därefter avsked ur militärtjänsten. Om än ingen stor fältherre, var Josef Fredrik trots nederlaget ingalunda någon oduglig salongsgeneral.